# África Safari
El África Safari Park (anteriormente África mía Safari) es un parque urbano de aproximadamente 100 hectáreas, localizados en la ciudad de Liberia, Costa Rica. Todos los animales están en un ambiente de safari africano con recintos individuales para animales como cebras, warthogs y jirafas. Todos los animales están en condiciones para reproducirse en sus ambientes dentro del safari. El parque también proporciona líneas de zip line, caminos naturales a través de selva lluviosa y una laguna para kayaking. 
El parque safari es el primero en América Central con una jirafa nacida en cautividad.